# Ardices pallida
Ardices pallida là một loài bướm đêm thuộc phân họ Arctiinae, họ Erebidae.